# Klondikia whiteae
Klondikia whiteae (лат.) — ископаемый вид муравьёв, единственный в составе монотипического рода Klondikia (Formicidae). США (средний эоцен, формация Green River).

## Описание
Мелкие муравьи, длина тела около 5 мм, длина груди 2,5 мм. Голова прямоугольной формы (длиннее своей ширины). Стебелёк между грудкой и брюшком состоит из одного мелкого членика (петиоль). Глаза сравнительно мелкие. Ноги короткие и толстые. Вид был впервые описан по отпечаткам в 2003 году российскими энтомологами Г. М. Длусским (МГУ) и А. П. Расницыным (Палеонтологический институт РАН). Видовое название дано в честь Пата Уайта (Pat White), собравшего типовую серию. Систематическое положение среди муравьёв не определено (incertae sedis в Formicidae).